# Abul Kalam Azad

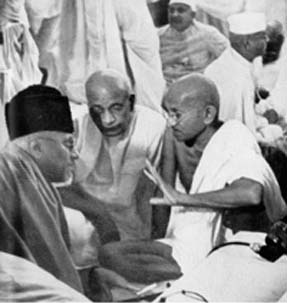
Gandhi, Patel i Abul Kalam Azad

Abul Kalam Azad (La Meca, 1888 - 1958) fou un pensador musulmà i activista polític que advocà pel nacionalisme indi basat en la unitat de totes les comunitats ètnico-religioses del país.
Fou un destacat polític del Gandhisme i ministre d'ensenyament de l'Índia. De família tradicionalista i llengua materna àrab, es va dedicar als seus estudis en un ambient islàmic ortodox, aconseguint dominar l'urdu, el persa, l'hindi i l'anglès.
Va escriure nombroses obres com a interpretacions de l'Alcorà, el Hadiz, el Fiqh i el Kalam. Creia que totes les religions i ètnies de l'Índia, podien crear una harmoniosa federació de fe i totes les cultures, un estat independent. Azad fou potser, un dels primers intel·lectuals que va definir i manifestar la idea d'una democràcia laïcista per a l'Índia emancipada.
Es va mostrar certament interessat en les doctrines panislàmiques i pensaments de Jamal al-Din al-Afghani i Syed Ahmed Khan, que el van induir a visitar l'Afganistan, l'Iraq, l'Egipte, Síria i Turquia. A l'Iraq va conèixer als revolucionaris exiliats que havien lluitat per a establir un govern constitucional a l'Iran. Va estudiar Muhàmmad Àbduh.
A la seva tornada al país, Azad es va unir a dos líders insurreccionals de l'est de l'Índia, Sri Arabinda Ghose i Sri Shyam Shundar Chakravarty, membres del moviment revolucionari en contra del domini britànic. El 1912 inaugurà el semanari Al-Helal, escrit en urdu i que atacava obertament l'imperialisme britànic i les seves malifetes a la nació. Fou prohibit el 1914 i Azad li va canviar el nom anomenant-lo Al-Balagh, amb el mateix objectiu de propagar el nacionalisme hindú i les idees revolucionàries. El 1916, el govern va prohibir també aquesta publicació i va expulsar a Azad de Calcuta, internant-lo en una presó de Ranchi d'on va ser alliberat després de la Primera Guerra Mundial el 1920.
A la fi Azad es va convertir en un entusiasta partidari de les idees de Mohandas Gandhi de desobediència civil no violenta, i va treballar activament per a organitzar la No Cooperació primer moviment de protesta no violenta provocat pels anomenats Fets de Rowlatt de 1919. Azad es va convertir el 1923 en el president més jove del Congrés Nacional de l'Índia. Va tornar a exercir el càrrec de president del Congrés des de 1940 fins a 1945, En començar la rebel·lió Quit India (Bharat chodo) Azad va ser empresonat pels britànics juntament amb tots els dirigents del Congrés Nacional de l'Índia durant tres anys.
Una vegada aconseguida la independència de l'Índia Azad va formar part del govern provisional com a ministre d'ensenyament on va desenvolupar una tasca reconeguda encara avui dia. També va ser pare de la Constitució i assessor del primer ministre Nehru. Durant els greus esdeveniments d'extrema violència que van desencadenar la partició de l'Índia, va ser el musulmà més prominent en defensar una solució federativa al sagnant enfrontament entre musulmans i hindús. En mig dels greus disturbis comunals que van provocar milions de morts, Azad va treballar per a l'harmonia religiosa i la cooperació entre comunitats.
Azad va planejar la creació de programes nacionals de construcció d'escoles i universitats i l'alfabetització de nens i joves. Va ser elegit per a la Cambra Baixa del Parlament indi, el Lok Sabha el 1952 y novament el 1957, Azad va recolzar les polítiques socialistes de Nehru, així com l'avenç dels drets socials i oportunitats econòmiques per a les dones i els nadius marginats. El 1956, va exercir com a president de la Conferència General de la UNESCO celebrada a Nova Delhi.
Azad va passar els darrers anys de la seva vida centrat en l'escriptura del seu llibre "Índia guanya Llibertat", una relació exhaustiva de la lluita per la llibertat de l'Índia, que fou publicat el 1957.
Després de la independència i partició va ser durament atacat, especialment des del Pakistan, per no haver fet ho suficient per a evitar les matances de musulmans i acusat d'afinitat amb la causa hindú. No obstant és recordat per la història com un ferm defensor de la unitat musulmano-hindú i venerat a l'Índia com un dels pares de la nació. No en va nombroses institucions índies porten avui el seu nom: el Maulana Azad Medical College, a Nova Delhi, el Maulana Azad National Institute of Technology a Bohpal o la Maulana Azad National Urdu University a Kolkata.